# Каатырь
Кааты́рь — ручей на территории России в Ча́унском районе Чукотского автономного округа, правый приток Среднего Ичувеема (притока реки Ичувеем, впадающей в Чаунскую губу Восточно-Сибирского моря). Длина — 12 км.
Название в переводе с чук. Кайаатгыр — «маленький ручей».
Истоки реки находятся на южных склонах Ичувеемского хребта. На реке Каатырь в 3 км от её устья расположен посёлок Комсомольский.
Правым притоком Каатыря является ручей Весновка, впадающий в Каатырь на территории Комсомольского. Также, в верховье, в Каатырь справа впадает ручей Антиклинальный.

## Топографические карты
- Лист карты R-59-XXIX,XXX Комсомольский. Масштаб: 1 : 200 000. Состояние местности на 1981 год. Издание 1988 г.